# Pfarrkirche Landeck-Mariä Himmelfahrt

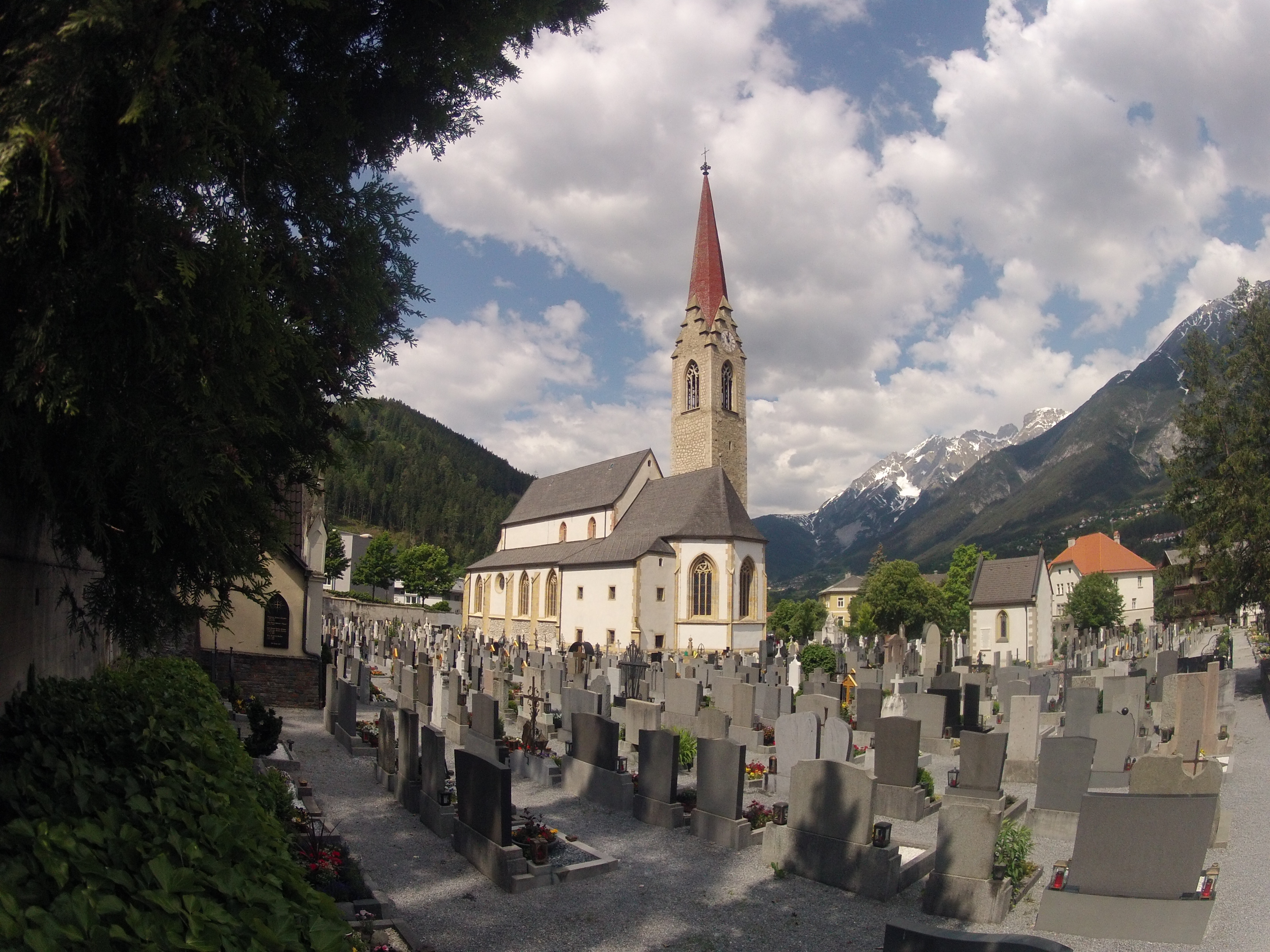
Katholische Pfarrkirche Unsere Liebe Frau Mariä Himmelfahrt in Landeck

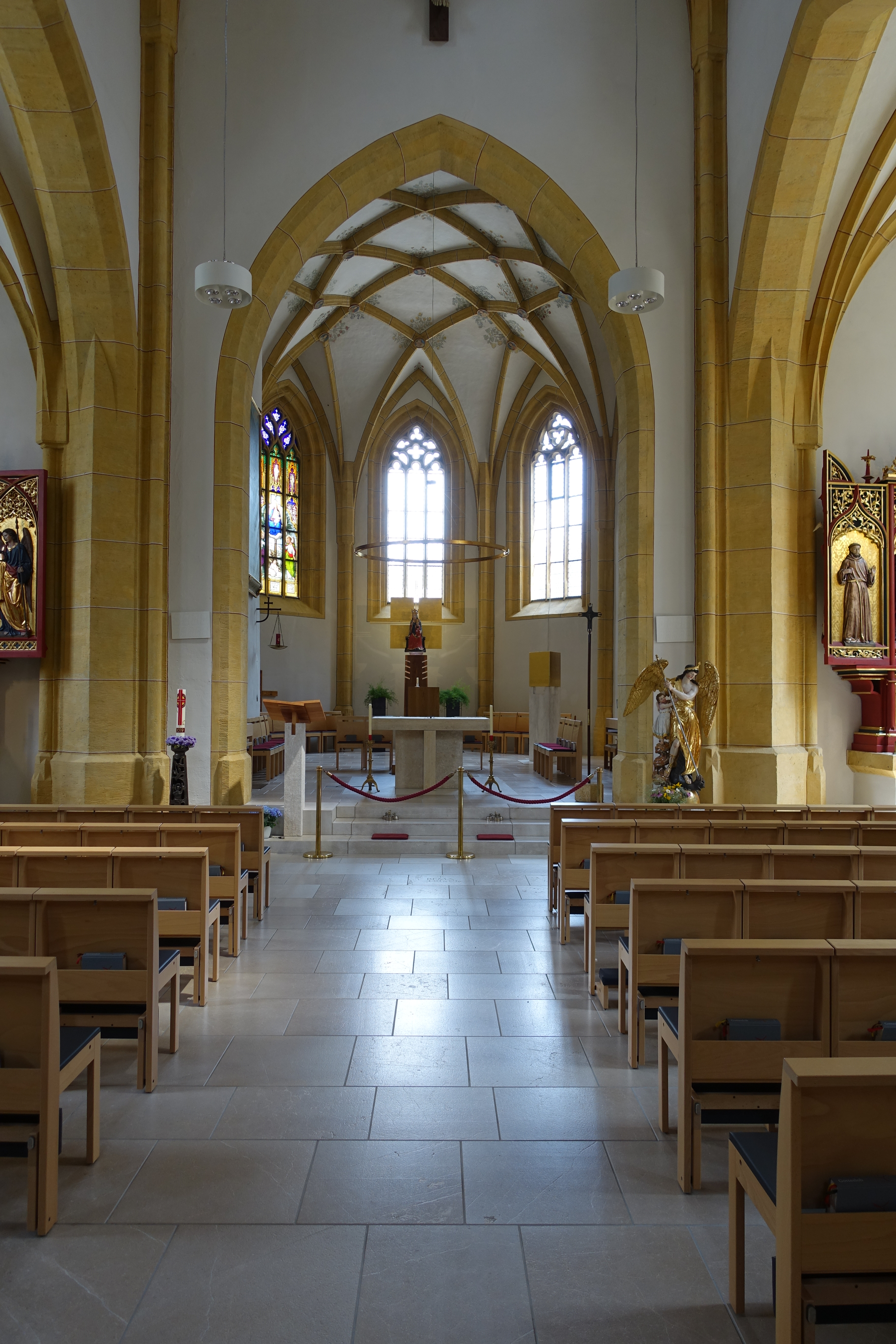
Innenraum, Blick zum Chor

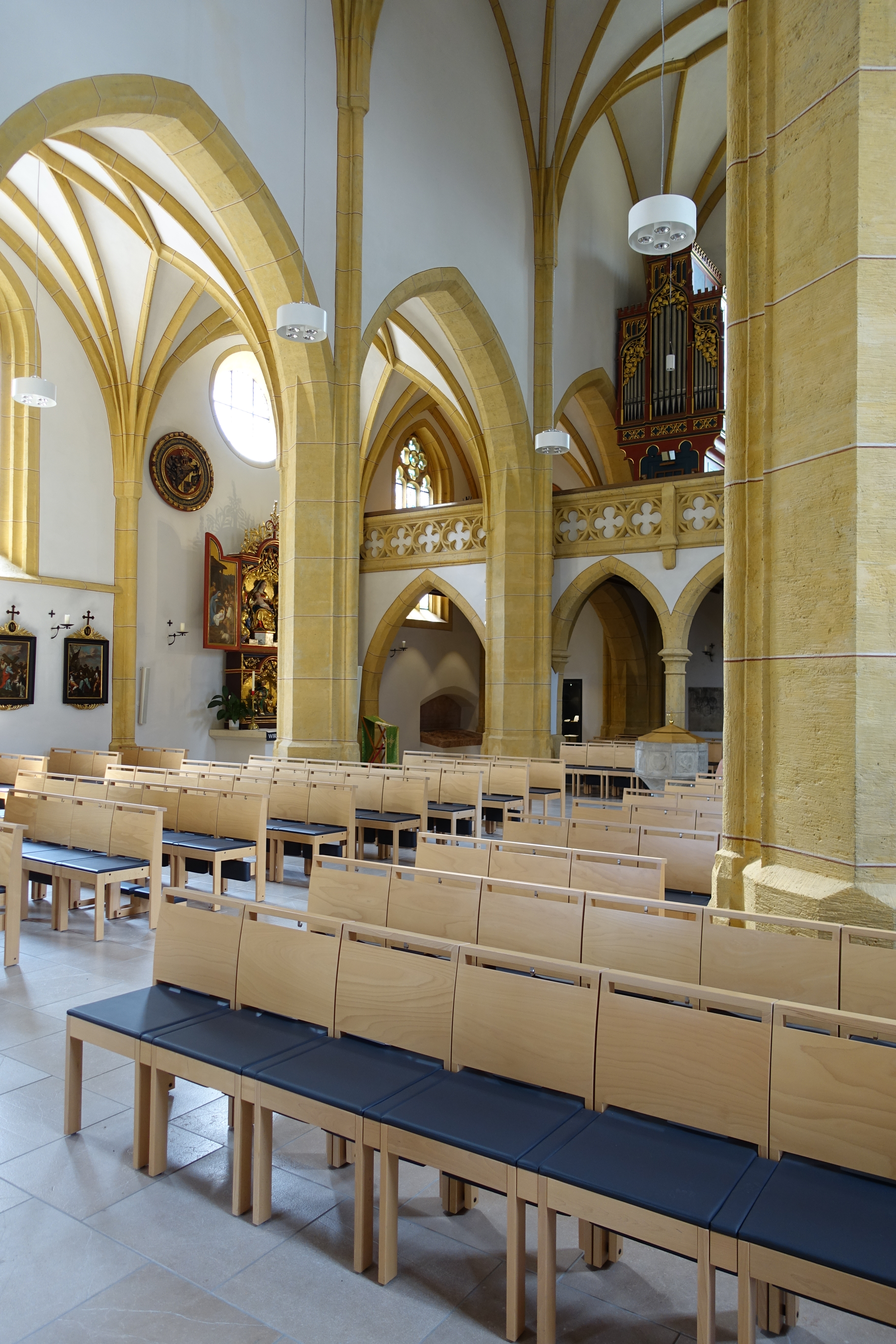
Innenraum, Blick zur Empore

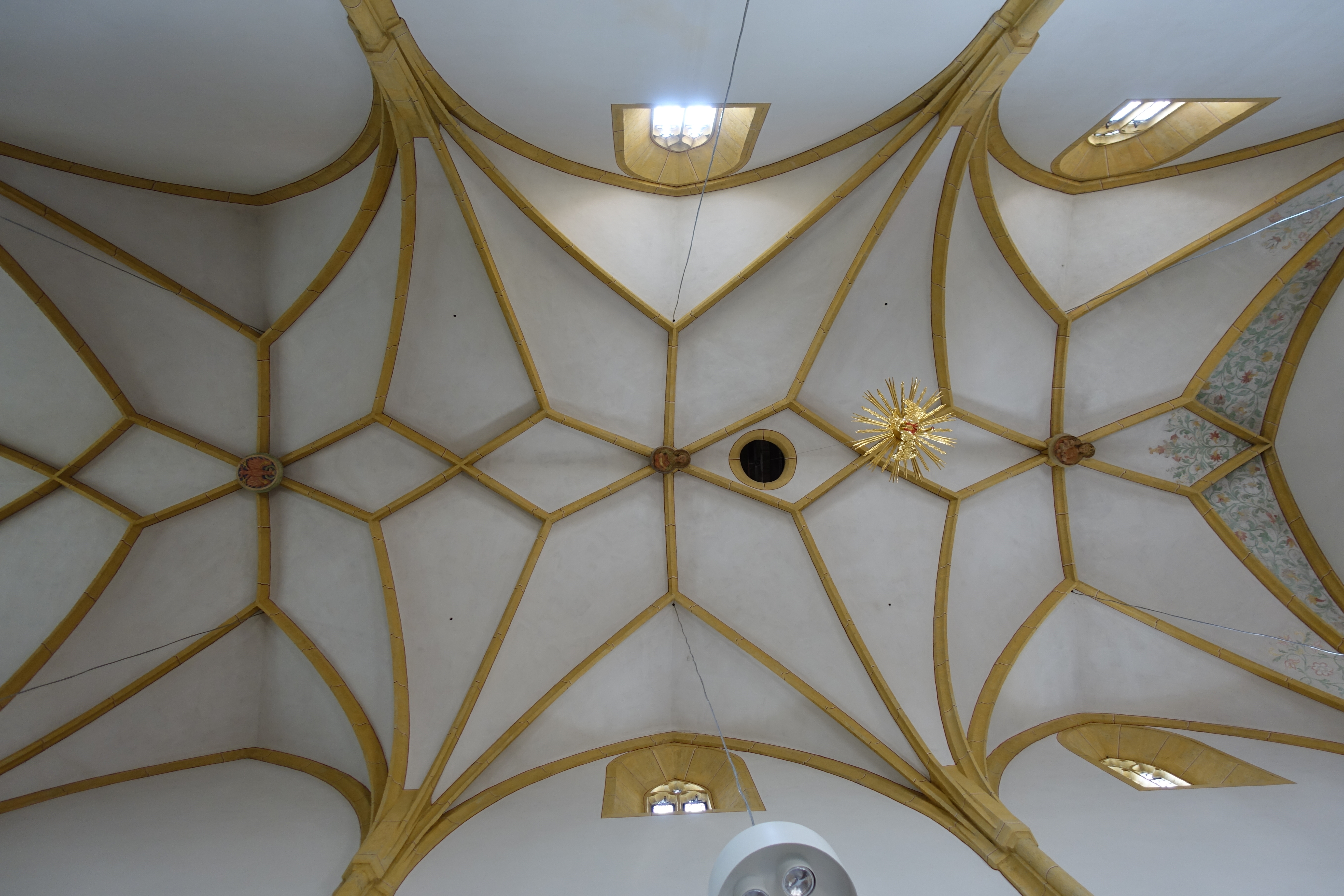
Gewölbe im Mittelschiff

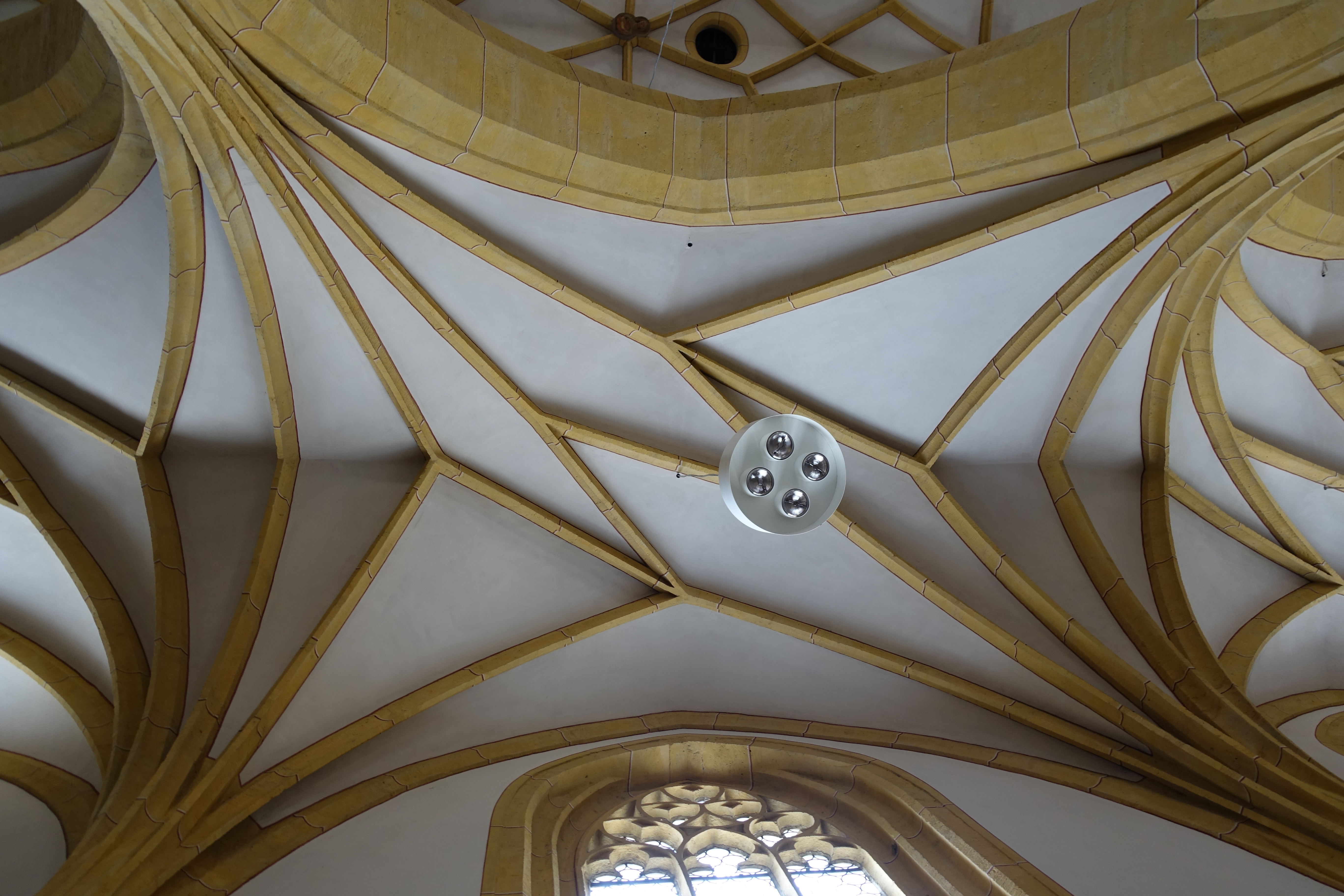
Gewölbe im Seitenschiff

Die Pfarrkirche Landeck-Mariä Himmelfahrt steht erhöht am Südostrand der Stadtgemeinde Landeck im Bezirk Landeck im Bundesland Tirol. Die auf Unsere Liebe Frau Mariä Himmelfahrt geweihte römisch-katholische Pfarrkirche gehört zum Dekanat Zams in der Diözese Innsbruck. Die Kirche steht unter Denkmalschutz (Listeneintrag).

## Geschichte
Urkundlich wurde 1270 eine Kirche genannt. 1471 war die spätgotische Kirche im Bau. 1493 wurde das Langhaus und 1521 der Chor geweiht. Meister der Landecker Bauhütte waren Hans Schedler, Meister Balthasar und Christian Frey. Nach einem Brand 1777 erfolgte ein neuer Turmabschluss nach Plänen von Josef Vonstadl. Eine Regotisierung der Ausstattung erfolgte ab der Mitte des 19. Jahrhunderts bis 1882.

## Architektur
Der spätgotische Kirchenbau mit einem basilikalen Langhaus als einzige basilikale gotische Anlage Nordtirols hat einen einschiffigen Chor und einen Nordturm und ist von einem Friedhof umgeben.
Das Langhaus mit einem hohen Mittelschiff unter einem Satteldach und um ein Viertel niedrigeren Seitenschiffen unter Pultdächern hat einen gegenüber dem Mittelschiff niedrigeren und etwas breiteren Chor. Der spätgotische Turm an der Nordseite des Chores hat dreibahnige Maßwerkschallfenster und einen neugotischen Treppengiebel und trägt einen achtseitigen Spitzhelm von 1861. Ostseitig am Turm steht ein achtseitiger spätgotischer Treppenturm. Die zweigeschoßige Sakristei mit profilierten Fenstergewänden steht an der Südseite des Chores. An den Langhausseiten sind mit Kreuzblumen bekrönte Strebepfeiler über dreieckigem Grundriss, der westliche Abschluss der Mittelschiffmauern sind dreifach abgetreppte Strebepfeiler mit Kaffgesims seitlich von den Streben durchschnitten und an der Westfassade verkröpft und um das Westportal rechteckig hochgezogen. Der polygonal schließende Chor und der Treppenturm haben gekehlte Ecklisenen und reich profilierte Sockel- und Kaffgesimse. An den Seitenschiffen und am Chor sind dreibahnige Maßwerkfenster mit doppelt gekehlten Fenstergewänden mit Rundstäben im Spitzbogenabschluss überkreuzt. In den beiden östlichen Jochen sind die kleinen Mittelschifffenster spitzbogig und zweibahnig. Das Westportal mit einem über einem hohen Sockel anlaufenden Gewändeprofil ist zweifach gekehlt mit überkreuzten Rundstäben, in den Archivolten mit Figurenbaldachinen, im Tympanon auf Konsolen mit wappenhaltenden Löwen Tirol und Österreich darstellend. Das spätgotische Tympanonrelief Maria mit Kind und musizierenden Engeln 1506 zeigt das Wappen und ein Spruchband mit dem Namen des Stifters Anton Ivan urkundlich 1499 Pfleger vom Gericht Landeck und Apolonia Winden. Über dem Westportal ist ein schlankes dreibahniges Fenster mit Fischblasenmaßwerk. Das Nordportal im zweiten Joch ist dreifach gekehlt mit Rund- und Birnstab im Scheitel überkreuzt, das Portal zeigt im Tympanon ein Wappenschild mit dem Tiroler Adler.
Das vierjochige Langhausinnere zeigt sich im Mittelschiff mit queroblongen Jochen und in den Seitenschiffen mit längsoblongen Jochen und mit spitzbogigen abgefasten Scheidbögen auf rhombischen Pfeilern und auf Runddiensten beim Gewölbeanlauf ins Achteck übergehende Sternrippengewölbe im Mittelschiff und asymmetrisch Dreistrahlrippengewölbe in den Seitenschiffen, die Gewölbe zeigen skulpturierte Schlussstein Maria mit Kind, Wappenträger. Die neugotische Westempore urkundlich 1870 nach Plänen von Josef Vonstadl geht im Mittelschiff über drei Spitzbogenarkaden und hat eine Brüstung aus Blendmaßwerk. Der Triumphbogen ist spitzbogig und abgefast. Der zweijochige Chor mit einem Dreiachtelschluss hat ein Netzrippengewölbe über gekehlten Wandvorlagen mit Runddiensten mit an den Rippenschnittpunkten gemalten Wappenschilden und gemalten Rundscheiben mit Heiligenbüsten. Die rundbogige spätgotische Sakristei ist reich verstäbt mit einem nach oben dreiseitig abgeschlossenen Gewände. Das spätgotische Portal zum Turmerdgeschoß hat eine Eisenplattentür. Das schulterbogige Portal zum Treppenturm ist vermauert.
Im Chorgewölbe und im östlichen Teil des Langhausgewölbes sind Rankenmalereien. Die Glasmalerei im Bildfenster im Westjoch entstand urkundlich nach einer Zeichnung von Franz Plattner 1885 aus den ehemaligen zehn Bildfenstern des 19. Jahrhunderts.

## Ausstattung
Der Hochaltar als sogenannter Schrofensteinaltar wurde 1857/1860 renoviert, im spätgotischen Schrein befindet sich die Schnitzgruppe Anbetung der Könige aus dem Anfang des 16. Jahrhunderts Sebold Bocksdorfer zugeschrieben, die Schreinrückwand zeigt das Tafelbild Deesis Jüngstes Gericht von Sebastian Scheel 1513, die Flügelbilder zeigen Anbetung der Hirten, Darbringung im Tempel, und außen Verkündigung, urkundlich gemalt von Ferdinand Maaß und Johannes Kapferer, an der Chorwand befinden sich spätgotische Figuren aus der Predella hl. Oswald und die Stifter bzw. die Eltern des Stifters des Altars Oswald Praxedis von Schrofenstein. Es gibt zwei Totenschilde im Chor, Totenschild Oswald von Schrofenstein 1497 Sebald Bocksdorfer zugeschrieben und Totenschild Leonhard Gienger 1588.
Zwei neugotische Seitenaltäre urkundlich 1862/1866 schuf Dominikus Trenkwalder, links mit dem Hauptrelief Beweinung Christi, rechts Rosenkranzspende.
An den Langhauspfeilern Kruzifix aus dem 19. Jahrhundert mit den spätgotischen Figuren Maria und Johannes um 1500 sowie eine Madonna wohl aus dem 14. Jahrhundert.
Im Hauptschiff steht ein spätgotischer achteckiger Taufstein mit der Jahreszahl 1506 und einem Wappenrelief Ivan, Schrofenstein, Annenberg und einem österreichischen Bindenschild.
Die vormalige Orgel mit einem neugotischen Doppelgehäuse schuf Franz Weber 1871, das neue Werk baute Reinisch-Pirchner 1977.
Unter der Empore sind zwei Wappengrabsteine als Deckplatte und Gruftplatte eines ehemaligen Hochgrabes des Oswald von Schrofenstein gestorben 1497 Sebold Bocksdorfer zugeschrieben.

## Grabsteine
- Neben dem Westportal sind zwei Wappengrabsteine, Leonhard Gienger gestorben 1588, und Leonhard Bernhard gestorben 1622.